# Point Break (1991)
Point Break is een Amerikaanse surf-actiefilm uit 1991 geregisseerd door Kathryn Bigelow. Deze gaat over een FBI-agent die undercover gaat bij een surfbende maar geïnspireerd raakt door de bendeleider.

## Synopsis
Beginnend FBI-agent Johnny Utah (Keanu Reeves) en zijn ervaren partner Angelo Pappas (Gary Busey) onderzoeken een serie bankovervallen. Ze vallen op doordat de daders maskers van Amerikaanse presidenten dragen en steeds alleen het geld uit de kassa's eisen waardoor ze weer snel weg kunnen. Pappas vermoedt dat de bende die de overvallen pleegt, uit surfers bestaat. Johnny gaat als beginnend surfer undercover en krijgt Tyler (Lori Petty) zo ver om hem surfen te leren. Via haar leert hij de charismatische Bodhi (Patrick Swayze) kennen, voor wie surfen een religieuze ervaring is.
De groep van Bodhi is in eerste instantie argwanend maar neemt hem toch op. Utah krijgt het surfen onder de knie maar raakt ook gefascineerd door de levensfilosofie van Bodhi en de adrenaline van de gevaarlijke kanten van het surfen. Ook raakt hij verliefd op Tyler. Het onderzoek loopt fout en de FBI doet een inval bij een andere surfbende en sturen hierbij een lopende undercoveroperatie van de DEA in de war. Pas nu krijgt Utah het idee dat juist de groep van Bodhi de Ex-presidenten zijn en dat hij al die tijd al onder hen was.
Utah en Pappas observeren een bank en zien hoe deze overvallen wordt door de bende. Een schietpartij volgt en de gemaskerde Bodhi kan niet meer mee in de vluchtauto en een achtervolging te voet door een woonwijk volgt waarbij Utah de kans heeft om Bodhi neer te schieten maar dit niet opbrengt. 's Avonds ontdekt Tyler Utah's FBI-badge en verbreekt de relatie. Utah wordt door Bodhi meegenomen op skydiving en tijdens de sprong spreken de twee elkaar in de lucht waarbij ze beiden weigeren om als eerste hun parachute uit te klappen. Bodhi weet Utah's parachute uit te klappen en trekt zelf ook nog net op tijd aan het koord. Na de sprong toont hij een video aan Utah waarop Tyler vastgebonden te zien is. Hij dreigt dat ze vermoord zal worden wanneer hij niet meehelpt aan de volgende bankoverval.
Tijdens de overval gaat het mis. Een van de bendeleden wordt gedood en Bodhi slaat Utah bewusteloos. Utah is nu medeplichtig en wordt gearresteerd. In plaats van naar het politiebureau te gaan rijden hij en Pappas naar een vliegveld om Bodhi tegen te houden. Hij staat op het punt om met de laatste twee andere bendeleden naar Mexico te vliegen. Een schietpartij volgt en Pappas en een ander bendelid worden gedood. Een ander bendelid, Roach, raakt gewond. Bodhi dwingt Utah om mee te vliegen. Bodhi en het Roach springen met hun parachutes uit het vliegtuig. Er is geen parachute voor Utah maar hij springt hen achterna en grijpt zich vast aan Bodhi. Na de landing gaan Bodhi en Roach gaan er vandoor met het geld maar in de verte wordt Tyler, die door bendelid Rosie gevangen werd gehouden, vrijgelaten.
Twee jaar later heeft Utah Bodhi opgespoord in Bells Beach, Australië. Hier wil Bodhi het gevecht aangaan met de enorme golven van de storm van de eeuw. Bodhi laat zich niet zomaar gevangen nemen maar tijdens een worsteling weet Utah zich met handboeien aan Bodhi vast te maken. Bodhi smeekt Utah om hem los te laten om nog eenmaal op de torenhoge golven te surfen, waarop Utah hem laat gaan. Bodhi surft zijn dood tegemoet terwijl Utah zijn badge in zee gooit waarmee hij zijn ontslag impliceert.

## Achtergrond
Het zag er oorspronkelijk naar uit dat de film al in 1986 opgenomen zou worden onder regie van Ridley Scott. Destijds werden Charlie Sheen, Val Kilmer, Johnny Depp en Matthew Broderick als hoofdrolspelers overwogen. Het ging niet door maar een aantal jaren later zou het echtpaar James Cameron (als producent) en Kathryn Bigelow (als regisseur) de film alsnog maken. Patrick Swayze werd de hoofdrol aangeboden maar hij voelde zich meer verbonden met het karakter Bodhi dus werd hij daarop gecast. De film betekende voor Keanu Reeves de grote doorbraak.
Surfen was in de jaren tachtig een belangrijke subcultuur. Een bijverschijnsel van de surfscene waren de surfbendes, criminelen die surfen, anderen van de goede surfplekken verjagen en geld verdienen met misdaad. In het oorspronkelijke script zou de bende echter uit skateboarders bestaan wat destijds ook een belangrijke subcultuur had.
De titel voor de film werd pas halverwege het filmen bedacht. Point Break is een term uit de surfwereld waarmee het doorbreken van een golf op een rots wordt aangeduid. Ook de titel Riders on the storm werd overwogen, naar het gelijknamige nummer van The Doors en dat als verwijzing geldt voor de golf/storm waar Bodhi op wil gaan surfen. Een van de eerste titels was gewoon Johnny Utah.
Voordat de film gemaakt kon worden moesten de hoofdrolspelers op surfles. Het niveau dat de regisseur voor ogen had werd desondanks niet gehaald en Patrick Swayze brak tijdens een van de surfscènes ook nog eens vier ribben. Om die reden zijn de meeste surfscènes opgenomen met professionele surfers. In enkele scènes is ook duidelijk te zien dat het niet Keanu Reeves en Patrick Swayze zijn die op de planken staan.
De scène waarbij Utah achter Bodhi aanrent, dwars door een woonwijk is een van de vroegste weergaven van parkour. Het is met een steadycam gefilmd waarbij de cameraman achter de acteurs aanrent. Patrick Swayze was op het moment van deze opname op tournee voor de film Ghost dus de rol werd ingevuld door een stuntman, wat niet zichtbaar is omdat deze een Ronald Reagan-masker draagt.

## Symboliek
De scènes van het surfen geven de film een bijzondere dynamiek en dragen bij aan het spirituele aspect dat het karakter Bodhi uitdraagt. De golven die te zien zijn kunnen gezien worden als een reflectie van de innerlijke strijd die Utah levert tussen bewondering voor Bodhi en de plicht om zijn misdrijven te bewijzen dat tegelijkertijd als verraad voelt.
Bodhi spreekt in de film over het opdoen van ervaringen en de pijn waarmee dit gepaard gaat en over dat je je niet door angst mag laten leiden. Hij heeft het ook over een mysterieuze storm die slechts eens in de vijftig jaar voorkomt waarop hij de ultieme surfervaring zal beleven en het waarschijnlijk niet zal overleven. Hij neemt daarmee zijn lot in eigen hand.

## Ontvangst
Point Break werd door recensenten goed ontvangen. Met name de interactie en band tussen Reeves en Swayze werd geprezen. De film bracht in de bioscopen 83,5 miljoen dollar op en heeft later een cultstatus gekregen. In 2015 werd een remake met dezelfde naam uitgebracht, maar deze werd door recensenten minder gewaardeerd.

## Rolverdeling
| Acteur              | Personage                 |
| ------------------- | ------------------------- |
| Keanu Reeves        | Johnny Utah               |
| Patrick Swayze      | Bodhi                     |
| Gary Busey          | FBI Agent Angelo Pappas   |
| Lori Petty          | Tyler Ann Endicott        |
| John C. McGinley    | FBI Agent Ben Harp        |
| Bojesse Christopher | Grommet                   |
| Julian Reyes        | Alvarez                   |
| Daniel Beer         | Babbit                    |
| Chris Pedersen      | Bunker Weiss              |
| Vincent Klyn        | Lupton Pitmann “warchild” |
| Dave Olson          | Archbold                  |
| Lee Tergesen        | Rosie                     |
| James LeGros        | Roach                     |
| John Philbin        | Nathanial                 |
| Anthony Kiedis      | Tone                      |
| Tom Sizemore        | DEA agent Deets           |
| River Phoenix       | Cameo als surfer          |

## Filmmuziek
- Ratt – "Nobody Rides For Free"
- Concrete Blonde – "I Want You"
- Jimi Hendrix – "If 6 Was 9"
- School of Fish – "Rose Colored Glasses"
- Public Image Ltd. – "Criminal"
- Shark Island – "My City"
- Love – "7 and 7 Is"
- Loudhouse – "Smoke on the Water"
- Westworld – "So Long Cowboy"
- Little Caesar – "Down to the Wire"
- L.A. Guns – "Over the Edge"
- Liquid Jesus – "7 and 7 Is"
- Wire Train – "I Will Not Fall"
- Ice-T – "Original Gangster"
- Mark Isham – "Foot Chase"
- Sheryl Crow – "Hundreds of Tears"

## Trivia
- In het programma MythBusters werden drie zaken uit de skydivescènes uit de film getest:
  - Kan een mens van vier kilometer hoogte een vrije val maken van 90 seconden? Nee want in 31 seconden ben je beneden.
  - Kunnen twee mensen tijdens het skydiven een gesprek voeren? Nee je kunt elkaar niet verstaan.
  - Kun je tijdens het skydiven iemand inhalen die 15 seconden eerder gesprongen is? Ja dit lukte binnen 20 seconden.
- Gary Busey speelde in 1979 reeds in de surf-film Big Wednesday van John Milius, door surfers nog steeds beschouwd als een van de beste films over dit onderwerp. Ook hierin kijken de hoofdpersonen uit naar een bijzonder moment waarop de golven extra hoog zijn.[2]
- De laatste scène speelt zich af op Bells Beach in Australië maar dit is in werkelijkheid opgenomen op een strand in Oregon.[1]
- De film The Fast and the Furious uit 2001 volgt min of meer hetzelfde concept. Ook een agent die infiltreert in een bende met een inspirerende leider. De bende doet in plaats van surfen aan straatraces.
- Anthony Kiedis van de Red Hot Chili Peppers heeft een kleine intimiderende rol als lid van een rivaliserende surfbende.